# خورخه دومینگز (بازیکن فوتبال)
خورخه دومینگز (انگلیسی: Jorge Domínguez) (زادهٔ ۷ مارس ۱۹۵۹ – درگذشتهٔ ۳۰ ژوئیهٔ ۲۰۲۳) بازیکن فوتبال اهل آرژانتین بود.
از باشگاه‌هایی که وی در آنها بازی کرده‌است، می‌توان به باشگاه فوتبال بوکا جونیورز، باشگاه فوتبال نیم المپیک، باشگاه فوتبال جیمناسیا لاپلاتا، و باشگاه فوتبال نیس اشاره کرد.
وی همچنین در تیم ملی فوتبال آرژانتین بازی کرده‌است.